# Marcus Valerius Laevinus
Marcus Valerius Laevinus († 200 v. Chr.) war ein römischer Politiker und Militär zur Zeit des Zweiten Punischen und des Ersten Makedonisch-Römischen Krieges.

## Leben
Seine Karriere begann Marcus Valerius Laevinus im Jahr 227 v. Chr., als er zum ersten Prätor (hier als Militärstatthalter) der neu geschaffenen ersten römischen Provinz Sardinia et Corsica berufen wurde. Wohl 220 v. Chr. (Datierung unsicher) bekleidete er als Suffektkonsul zum ersten Mal das Konsulat. 215 v. Chr. war er Praetor peregrinus. In dieser Position war er eigentlich für Streitigkeiten zwischen Römern und Nichtrömern zuständig, befehligte jedoch auch römische Truppen in Apulien. Valerius wurde als Reaktion auf das neue Bündnis der Romgegner Hannibal und Philipp V. zum Kommandanten einer römischen Flotte berufen. 214 v. Chr. soll er mit dieser Tarent gesichert haben. Als ihn ein Hilferuf der Stadt Orikos ereilte, setzte er über die Adria und eroberte Orikos zurück. Zusätzlich entsetzte er Apollonia. Bis zum Abschluss eines Vertrages mit den Aitolern im Jahr 211 v. Chr. blieb er für diesen Kriegsschauplatz verantwortlich. Anschließend eroberte er die Städte Zakynthos, Oiniadai, Nasos und im Frühjahr 210 v. Chr. Antikyra. Dann erfuhr er von seiner Wahl zum Konsul des Jahres.
Im Senat mussten Fragen des Umgangs mit früheren Verbündeten und vor allem Finanzprobleme geklärt werden. Valerius konnte die Senatoren davon überzeugen, freiwillige Beiträge in die Kriegskasse beizusteuern. Andere Römer schlossen sich diesem Beispiel an. Anschließend brach er in die Provinz Sizilien auf, die er mit seinem Amtskollegen Marcus Claudius Marcellus getauscht hatte. Auf Sizilien konnte er dank Verrat Akragas nehmen. Er sorgte dafür, dass Marodeure abzogen und sicherte so einen nicht unbeträchtlichen Teil der Getreideversorgung Roms für die Zukunft. Nachdem er sich wegen der Auseinandersetzung um die Wahlleitung in Rom aufhielt, kehrte er wieder nach Sizilien zurück. Dort war er seit 209 v. Chr. Prokonsul neben einem Prätor und machte sich um die Landwirtschaft auf der Insel verdient. Nebenbei überfiel er mehrfach mit seiner Flotte die afrikanische Küste. 206 v. Chr. kehrte er nach Rom zurück. Der Auftrag, 205 v. Chr., Truppen nach Arretium zu bringen, die gegen den karthagischen Feldherrn Mago eingesetzt werden sollten, ist eine annalistische Fälschung. Jedoch führte er eine Gesandtschaft, um die Magna Mater abzuholen.
204 v. Chr. stellte Valerius den Antrag, dass die 210 v. Chr. ausgelegten Beträge der Senatoren und anderen Geldgeber für den Krieg zurückgezahlt werden sollten. Dem Antrag wurde stattgegeben. Im folgenden Jahr setzte er sich wahrscheinlich gegen eine Annahme des moderaten, von Publius Cornelius Scipio Africanus ausgehandelten Friedensvertrags mit Karthago ein. 200 v. Chr. ist Valerius gestorben. Den Ausbruch des zweiten Makedonisch-Römischen Kriegs im Herbst 200 v. Chr. erlebte er nicht mehr mit.
Valerius hatte mindestens drei Söhne, unter anderem den Suffektkonsul von 176 v. Chr., Gaius Valerius Laevinus.